# Marco Streller
Marco Streller (ur. 18 czerwca 1981 w Bazylei) – szwajcarski piłkarz grający na pozycji napastnika. Ostatnim klubem w jego karierze był FC Basel. Wcześniej był zawodnikiem takich klubów jak FC Thun, VfB Stuttgart i 1. FC Köln. W reprezentacji Szwajcarii zadebiutował 11 października 2003 roku w meczu z Irlandią. Razem z drużyną narodową uczestniczył między innymi w Mistrzostwach Świata w Niemczech oraz Euro 2008.